# Карло Де Маркі
Карло Де Маркі (італ. Carlo De Marchi, * 25 березня 1890, Турин — † 1972) — італійський футболіст, опорний півзахисник.
Відомий виступами за клуб «Торіно», а також національну збірну Італії.

## Клубна кар'єра
У дорослому футболі дебютував 1909 року виступами за команду клубу «Торіно», кольори якої і захищав протягом усієї своєї кар'єри гравця, що тривала чотирнадцять років. 

## Виступи за збірну
1912 року дебютував в офіційних матчах у складі національної збірної Італії. Протягом кар'єри у національній команді провів у її формі лише один матч. У складі збірної був учасником  футбольного турніру на Олімпійських іграх 1912 року у Стокгольмі.
| Дата       | Місто     | Господарі | Результат  | Гості  | Турнір  | Голи | Примітки |
| ---------- | --------- | --------- | ---------- | ------ | ------- | ---- | -------- |
| 29/06/1912 | Стокгольм | Фінляндія | 3 – 2 д.ч. | Італія | ОІ 1912 | -    |          |
| Усього     |           | Матчів    | 1          |        | Голів   | 0    |          |